# Longitud

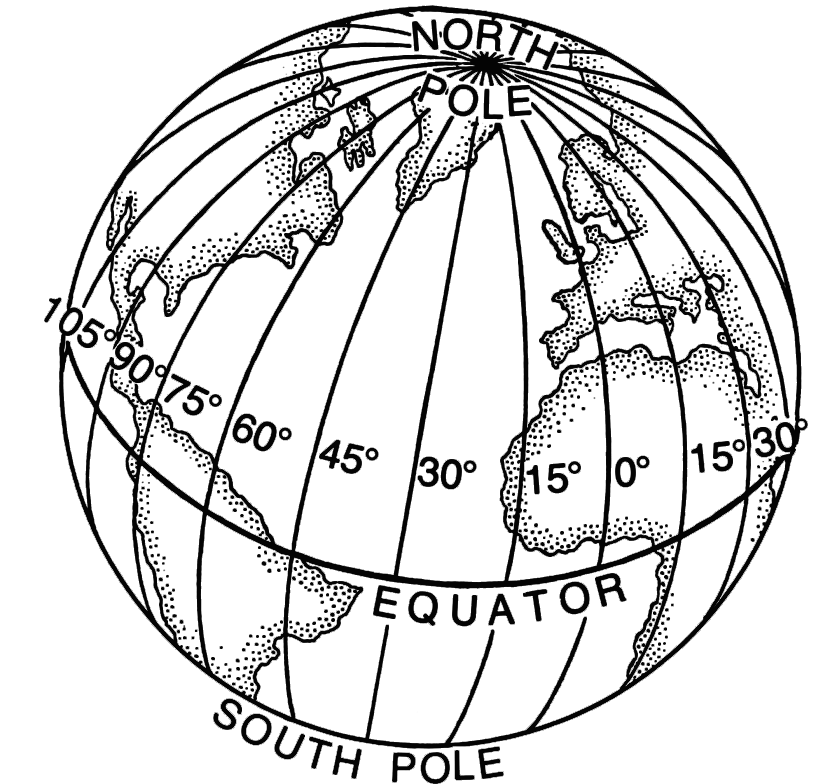
Skiss av jorden med longituder.

Longitud, längdgrad, meridian, geografisk längd eller östvinkel, är positionen i öst-västlig riktning, definierad som vinkeln mellan en storcirkel genom polerna på jorden och en godtyckligt vald nollmeridian. Till skillnad från latituder finns inga naturliga referenspunkter, likt nordpolen, sydpolen och ekvatorn. Därför har man fått "hitta på" en utgångslongitud. 
Longitudlinjen (meridianen) går alltså i nord-sydlig linje. Historiskt sett har denna utgångslinje placerats genom många geografiska orter, ofta genom huvudstäder i typiska sjöfartsnationer. Exempelvis Parismeridianen, den i Ferro ("Världens ände") och i Sverige vid Stockholms gamla observatorium.
Sedan 1884 används endast den meridian som går rakt igenom Greenwichs gamla observatorium i sydöstra London som utgångslinje eller nollmeridian. Närmare bestämt går denna internationella utgångslongitud, genom observatoriets huvudaxel för dess största teleskop. Longituden räknas positiv till 180 grader öst om Greenwich och negativ till 180 grader väst om Greenwich. När det inte handlar om avståndsberäkning mellan två positioner, används vanligen istället "E" för östlig resp. "W" för västlig longitud. 
Longituder är (till skillnad från latituder) inte parallella med varandra, även om det på vissa kartprojektioner kan se så ut. Istället utgör varje longitud en halv storcirkel med Jordens medelpunkt som utgångspunkt. En longitud går från pol till pol och dess längd är alltid ungefär 20 000 000 meter, vilket motsvarade 10 800 nautiska mil eller distansminuter innan dessa definierades till exakt 1852 meter Detta motsvarar således avståndet mellan polerna. Att man vanligen bortser från jordens "tillplattning" beror på att berg och andra höjdskillnader på jordytan (inkl. havsytans variation) orsakar större skillnader än vad "tillplattningen" gör. 
Longitud anges vanligen på formen
- "W"/"E" + LLL:MM:SS.

Där LLL varierar mellan 0 och 180, MM "bågminuter" varierar mellan 0 och 59 samt SS "bågsekunder" likaledes mellan 0 och 59. Vid 180:00:00 sammanfaller östlig och västlig longitud. Datumgränsen sammanfaller delvis med den 180:e longituden. Longitud kan även anges som ett decimaltal. 
Observera dock att avståndsskillnaden mellan två hela longituder varierar med latituden, samt att MM "tidsminuter" inte motsvarar nautiska mil eller distansminuter utom vid ekvatorn. Längs ekvatorn är skillnaden mellan två hela longituder dock 60 nautiska mil eller distansminuter. Men ju närmre polerna man kommer, desto kortare blir avståndsskillnaden mellan varje longitud.  
Det går 360 hela longituder runt Jorden (179 hela västliga och lika många hela östliga, 180:e longituden samt nollmeridianen), och eftersom Jorden roterar ett varv runt sin egen axel under ett dygn, eller 24 timmar, kommer en longitudinell skillnad om 15 grader exakt motsvara en timme. Detta innebär att jorden roterar 15 grader på en timme. Detta gäller oavsett latitud. Jordytans periferihastighet är således högst vid ekvatorn, och faller ju närmare någon av polerna man kommer.   
En orts longitud avgjorde ända fram till järnvägsnätets uppkomst när lokal middagstid inföll. Klockan var således inte (i ett och samma ögonblick) den samma i till exempel Karlstad, Örebro eller Stockholm.
Fastställande av en longituden till sjöss var länge ett stort problem. För fastställande av nord-sydlig position, latitud, behövs bara att mäta solhöjden (eller en känd stjärnas höjd över horisonten) och veta vilket datum det är. Men för att kunna fastställa longitud behövs en noggrann klocka, en så kallad kronometer. Genom att jämföra vad klockan är vid lokal middag med kronometern (som är synkroniserad till att visa kl 12:00 för lokal middag vid nollmeridianen) kan man fastställa sin öst-västliga position, eller longitud.
Detta är astronomisk longitud, baserad på astronomiska meridianplan, rektascensionen. Geodetisk longitud är baserad på meridinalplanet hos en referensellipsoid.